# آرزا
آرزا (به لاتین: Arza) یک شهرک در جمهوری خلق چین است که در Lhari County واقع شده‌است. آرزا ۵٬۲۳۹ متر بالاتر از سطح دریا واقع شده‌است.